# Frances A. Yates

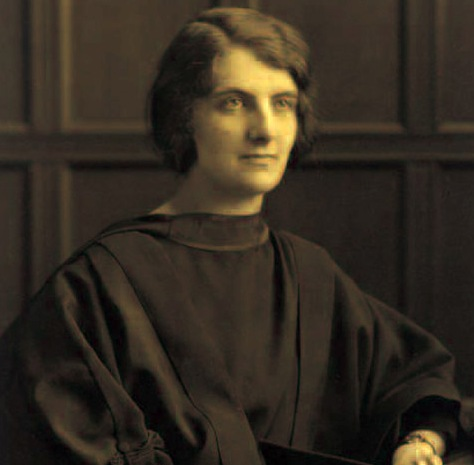
Frances A. Yates (1924)

Dame Frances Amelia Yates, DBE (* 29. November 1899 in Southsea, Hampshire; † 29. September 1981 in Surbiton, Surrey) war eine britische Historikerin und Autorin.

## Leben
Frances Yates’ Vater arbeitete sich mit der Zeit zum Chefkonstrukteur der britischen Marine hoch, Frances war das jüngste von vier Kindern der Familie. Ihre Hoffnungen, nach dem Tod ihres Bruders 1915 dessen Studienplatz in Oxford einnehmen zu können, wurden enttäuscht. Vielmehr nahm sie ein Studium der französischen Sprache per Korrespondenz auf und schloss mit einer Arbeit über das französische religiöse Drama des 16. Jahrhunderts ab.
Ab etwa 1925 lebte sie in Claygate, einem ländlichen Gebiet außerhalb von London, wo sie ihre privaten Studien bis fast zu ihrem Tod fortsetzte. Sie arbeitete meist in der British Library und im Public Record Office in London. Ihr erstes Werk John Florio: The Life of an Italian in Shakespeare’s England (1934) brachte ihr gleich einen Preis ein. 1937 arbeitete sie am Warburg Institute in London, das durch Aby Warburgs Exil aus Deutschland nach Großbritannien mitgekommen war. 1941 erhielt sie dort eine Teilzeitstelle, die ihre erste bezahlte Anstellung war. Hier lernte sie unter anderem durch Fritz Saxl, Gertrud Bing, Edgar Wind und Rudolf Wittkower die enzyklopädische Arbeit kennen, die für ihr Werk über Giordano Bruno wichtig werden sollte.
Für ihr Werk über den spanischen Mystiker Ramon Lull lernte sie zunächst Katalanisch. Ihre bekanntesten Werke sind Giordano Bruno and the Hermetic Tradition (1964) sowie The Art of Memory (1966), in denen sie die hermetische und mnemotechnische Tradition der Vormoderne erläuterte. Ebenso befasste sie sich mit den Lehren der Geheimbünde und Orden der Rosenkreuzer, die sie in Teilen als Vorläufer der Aufklärung deutete.
Yates’ Werke zeichnen sich dadurch aus, dass es ihr vor der allgemeinen „kulturalistischen Wende“ gelang, historische Themen wie soziale Umstände, politische Situation und wissenschaftliche Erkenntnis miteinander in Beziehung zu setzen. Nicht zuletzt aufgrund ihres umfassenden Studiums von naturwissenschaftlichen und philosophischen Primärquellen der Frühen Neuzeit zählen ihre Werke zu den grundlegenden Arbeiten der Wissenschaftsgeschichte. Durch ihr gesamtes Werk zieht sich die Idee, dass Friede und Harmonie stets durch Interessengruppen und Fanatismus gefährdet sind.
Inzwischen sind die Thesen Yates’ von verschiedenen Seiten in die Kritik geraten, zu spekulativ und empirisch nicht überprüfbar seien sie. So schreibt Joachim Telle, dass sie ein „Potpourri aus Mutmaßungen und Behauptungen“ aufgestellt habe; einige ihrer Thesen, die „zunächst unter erstaunlichem Beifall“ aufgenommen worden seien, enthielten „nichts als unabgesicherte Mutmaßungen“.
Nach Yates wurde ein Warburg-Stipendium benannt. Neben zahlreichen Auszeichnungen und Ehrendoktorwürden wurde sie 1972 als Officer in den Order of the British Empire (OBE) aufgenommen und wurde 1977 als Dame Commander desselben Ordens (DBE) geadelt. 1967 wurde sie als Fellow in die British Academy aufgenommen und 1975 in die American Academy of Arts and Sciences gewählt. 1980 wurde sie auswärtiges Mitglied der Königlich Niederländischen Akademie der Wissenschaften.

## Veröffentlichungen (Auswahl)
- John Florio. The Life of an Italian in Shakespeare’s England. Cambridge University Press, Cambridge 1934.
- The Valois Tapestries (= Studies of the Warburg Institute. Band 23, ISSN 0083-7199). The Warburg Institute, London 1959 (Reprint. (= Frances Yates: Selected Works. Bd. 1). Routledge, London u. a. 1999, ISBN 0-415-22044-0).
- Giordano Bruno and the Hermetic Tradition. Routledge & Kegan Paul, London 1964.
- The Art of Memory. Routledge and Kegan Paul, London 1966 (In deutscher Sprache: Gedächtnis und Erinnern. Mnemonik von Aristoteles bis Shakespeare. VCH/Acta humaniora, Weinheim 1990; 6. Auflage. Akademie-Verlag, Berlin 2001, ISBN 3-05-003530-7).
- The Hermetic Tradition in Renaissance Science. In: Charles S. Singleton (Hrsg.): Art, Science, and History in the Renaissance. Baltimore 1967, S. 255–274.
- Theatre of the World. Routledge and Kegan Paul, London 1969, ISBN 0-7100-6370-9.
- The Rosicrucian Enlightenment. Routledge and Kegan Paul, London/Boston 1972, ISBN 0-7100-7380-1 (In deutscher Sprache: Aufklärung im Zeichen des Rosenkreuzes. 2. Auflage. Klett-Cotta, Stuttgart 1997, ISBN 3-608-91883-3).
- Astraea. The Imperial Theme in the Sixteenth Century. Routledge and Kegan Paul, London u. a. 1975, ISBN 0-7100-7971-0 (= Frances Yates: Selected Works. Bd. 1). Routledge, London u. a. 1999, ISBN 0-415-22048-3).
- Shakespeare’s Last Plays. A New Approach. Routledge and Kegan Paul, London 1975, ISBN 0-7100-8100-6 (Reprint. (= Frances Yates: Selected Works. Bd. 6). Routledge, London u. a. 1999, ISBN 0-415-22049-1).
- The Occult Philosophy in the Elizabethan Age. Routledge and Paul, London u. a. 1979, ISBN 0-7100-0320-X (In deutscher Sprache: Die okkulte Philosophie im Elisabethanischen Zeitalter. Weber, Amsterdam 1991, ISBN 90-73063-06-X).
- Lull and Bruno (= Frances A. Yates: Collected Essays. Band 1). Routledge and Paul, London u. a. 1982, ISBN 0-7100-0952-6.
- Renaissance and Reform. The Italian Contribution (= Frances A. Yates: Collected Essays. Band 2). Routledge and Paul, London u. a. 1983, ISBN 0-7100-9530-9.
- Ideas and Ideals in the North European Renaissance. (= Frances A. Yates: Collected Essays. Band 3). Routledge and Kegan Paul, London u. a. 1984, ISBN 0-7102-0184-2.

## Belege
1. ↑  Frances A. Yates: The Rosicrucian Enlightenment. London 1972, ISBN 0-7100-7380-1.
2. ↑  Joachim Telle: John Dee in Prag. Spuren eines elisabethanischen Magus in der deutschen Literatur. In: Peter-André Alt, Volkhard Wels (Hrsg.): Konzepte des Hermetismus in der Literatur der Frühen Neuzeit. (=  Berliner Mittelalter- und Frühneuzeitforschung. Bd. 8). V & R Unipress, Göttingen 2010, ISBN 978-3-89971-635-1, S. 259–296, hier S. 270.
3. ↑  Past Members: Frances Amelia Yates. Königlich Niederländische Akademie der Wissenschaften, abgerufen am 25. August 2020.

| Personendaten    | Personendaten                              |
| ---------------- | ------------------------------------------ |
| NAME             | Yates, Frances A.                          |
| ALTERNATIVNAMEN  | Yates, Frances Amelia (vollständiger Name) |
| KURZBESCHREIBUNG | englische Historikerin und Autorin         |
| GEBURTSDATUM     | 29. November 1899                          |
| GEBURTSORT       | Southsea, Hampshire, England               |
| STERBEDATUM      | 29. September 1981                         |
| STERBEORT        | Surbiton, Surrey                           |